# Eleições parlamentares europeias de 2009 (Reino Unido)
As eleições parlamentares europeias de 2009 no Reino Unido foram realizadas em 4 de junho, para escolher 72 deputados do Parlamento Europeu e 34 Governos municipais da Inglaterra.

## O pleito
Os colégios eleitorais do país abriram às 24h e fecharam às 15h. No Reino Unido, a votação ao Parlamento Europeu ficou em segundo plano em relação às municipais parciais, que -embora também deva ter tido baixa participação- são vistas como um termómetro do apoio do eleitorado ao Governo trabalhista de Gordon Brown.

## Projecções
Tanto nas eleições europeias como nas municipais, as pesquisas de boca de urna prevêem a derrota do partido do primeiro-ministro, cujo futuro político depende em parte do tamanho desse fracasso previsto nas sondagens e do apoio que terá na legenda.
Em nível europeu, as pesquisas publicadas previam que os trabalhistas não passarão de 16% dos votos, número largamente superado pelos conservadores, com 30%, e o eurocético Partido pela Independência (UKIP), com 19%.

## Resultados Nacionais
| Partido                 | Partido                                | Votos      | %               | +/-   | Deputados | +/-     |
| ----------------------- | -------------------------------------- | ---------- | --------------- | ----- | --------- | ------- |
|                         | Partido Conservador                    | 4 198 394  | 27,00 / 100,00  | 1,12  | 25 / 72   | 2       |
|                         | UKIP                                   | 2 498 226  | 16,09 / 100,00  | 0,49  | 13 / 72   | 1       |
|                         | Partido Trabalhista                    | 2 381 760  | 15,31 / 100,00  | 6,57  | 13 / 72   | 6       |
|                         | Liberal Democratas                     | 2 080 613  | 13,36 / 100,00  | 1,07  | 11 / 72   | 1       |
|                         | Partido Verde                          | 1 303 745  | 8,38 / 100,00   | 2,30  | 2 / 72    | Estável |
|                         | Partido Nacional Britânico             | 943 598    | 6,04 / 100,00   | 1,28  | 2 / 72    | 2       |
|                         | Partido Nacional Escocês               | 321 007    | 2,05 / 100,00   | 0,69  | 2 / 72    | Estável |
|                         | Democratas Ingleses                    | 279 801    | 1,75 / 100,00   | 0,98  | 0 / 72    | Estável |
|                         | Partido Cristão-Aliança Popular Cristã | 249 493    | 1,60 / 100,00   | Novo  | 0 / 72    | Novo    |
|                         | Partido Socialista Trabalhista         | 173 115    | 1,11 / 100,00   | Novo  | 0 / 72    | Novo    |
|                         | Plaid Cymru                            | 126 702    | 0,78 / 100,00   | 0,16  | 1 / 72    | Estável |
|                         | Sinn Féin                              | 126 184    | 0,65 / 100,00   | 0,20  | 1 / 72    | Estável |
|                         | Partido Democrático Unionista          | 88 346     | 0,46 / 100,00   | 0,57  | 1 / 72    | Estável |
|                         | Partido Unionista do Ulster            | 82 892     | 0,43 / 100,00   | 0,11  | 1 / 72    | Estável |
|                         | Outros                                 | 707 340    | 4,99 / 100,00   |       | 0 / 72    |         |
| Total                   | Total                                  | 15 561 216 | 100,00 / 100,00 |       | 72 / 72   | 6       |
| Eleitorado/Participação | Eleitorado/Participação                | 45 312 626 | 34,70 / 100,00  | 3,90  |           |         |
| Fonte                   | Fonte                                  | [ 3 ]      | [ 3 ]           | [ 3 ] | [ 3 ]     | [ 3 ]   |